# عهد الست
عهدِ اَلَست یا آیهٔ میثاق اشاره به آیات ۱۷۲ تا ۱۷۴ سورهٔ اعراف دارد که در آنها خدا از فرزندان آدم عهد می‌گیرد تا به خدایی، یکتایی و پروردگاری او و بندگی خویش اقرار کنند.